# Elso Barghoorn
Elso Sterrenberg Barghoorn (ur. 30 czerwca 1915, zm. 27 stycznia 1984) – amerykański paleobotanik, zajmujący się badaniem najstarszych śladów życia na Ziemi.

## Życiorys
Pochodził z Nowego Jorku, wychował się w Dayton w stanie Ohio. W latach 1937–1941 studiował na Harvard University, gdzie uzyskał doktorat z botaniki. W okresie II wojny światowej pełnił służbę na wyspie Barro Colorado w Panamie, gdzie badał nitkowate grzyby porastające lornetki, mundury i inny sprzęt wojskowy. Po zakończeniu wojny powrócił na Harvard, gdzie został wykładowcą botaniki.
W 1953 roku podczas konferencji na Harvardzie poznał Stanleya A. Tylera, który zapoznał go z odkryciami prekambryjskich skamielin organicznych z formacji Gunflint w Ontario w Kanadzie. W 1954 roku na łamach „Science” ukazał się ich wspólny artykuł omawiający to znalezisko. W późniejszych latach zajmował się badaniem najstarszych śladów życia na Ziemi. W 1977 roku odkrył w Południowej Afryce kopalne ślady życia datowane na 3,4 miliarda lat. Badał także próbki księżycowe dostarczone przez astronautów uczestniczących w programie Apollo pod kątem ewentualnej obecności w nich mikroskamieniałości.
W 1950 roku został członkiem American Academy of Arts and Sciences, zaś w 1967 roku National Academy of Sciences. W 1972 roku został nagrodzony Charles Doolittle Walcott Medal.